# Paraprotomyzon multifasciatus
Paraprotomyzon multifasciatus is een straalvinnige vissensoort uit de familie van de steenkruipers (Balitoridae). De wetenschappelijke naam van de soort werd voor het eerst geldig gepubliceerd in 1935 door Jacques Pellegrin en Lee-Shing Fang.